# 许微其
许微其（生于1994年），曾用名许秀中，是中国大陸出生的澳洲记者和作家。她以对中国大陸人權议题的调查报导而闻名，特别是她于2020年发表的报告《待售的维吾尔人》，该报告调查了中共政府对维吾尔人的镇压和相关的强迫劳动如何影响全球供应链。这份报告被澳洲、美国和欧洲的多家媒体、立法机构及法律机关引用。
许微其曾在澳大利亞戰略政策研究所担任资深研究员，也曾在《纽约时报》担任记者。她常以中国问题专家和评论员的身份出现在国际电视和广播节目中。2020年，许微其参与了在澳洲国家电视台播出的辩论，与当时中国驻澳洲公使王晰宁进行了对话，这是有纪录以来，中国高级政府官员与中国公民之间的首次现场辩论。许微其自此放弃了中国国籍。
在2021年，中国政府发起了一场广泛的跨国镇压行动，对许微其的密友进行了长时间的拘留询问，并展开了空前的宣传攻势。国家媒体称她为「汉奸」和「女妖」。2023年，许微其在澳洲国会的询问中透露，跨境镇压迫使她与身处中国的家人和朋友断绝关係。2024年，她向媒体披露，她已经迁居到台北，并开始从事综合格斗训练。

## 早年生活
许微其出生于中国甘肃省嘉峪关市。她的原名「秀中」反映了她父母希望她「秀外慧中」的愿望。儘管来自工薪阶层，她的父母在她的教育上做出了重大投入，让她接受小提琴、英语和奥林匹克数学的培训。
许微其在高中入学考试中名列全市第一，并在甘肃省奥林匹克数学竞赛中获得铜牌。她在经过竞争激烈的全国选拔后，于北京的中国传媒大学学习英语播音。
2014年，许微其在澳洲珀斯度过间隔年，在一所高中教中文。在此期间，她接触到关于1989年天安门广场抗议的纪录片，这一话题在中国大陸被封锁。这促使她重新评估对中国政治的看法。
许微其未回到北京继续学业，而是选择在澳洲墨尔本大学攻读政治科学学位。她在耶路撒冷的希伯来大学完成了为期六个月的交换学期，并在特鲁曼研究所实习。她在学术和新闻领域的经历，包括对中国异议人士如吴乐宝的访问，形塑了她观点的逐步演变。

## 事業
许微其在墨尔本大学二年级时开始为《纽约时报》担任自由撰稿人。毕业后，她曾在澳洲广播公司（ABC）、《纽约时报》和澳洲战略政策研究所工作。她的报导涵盖了地缘政治、人权问题、澳洲时事及全球供应链等主题。
2020年3月，许微其和其在澳洲战略政策研究所的团队发佈了报告《待售的维吾尔人》。该报告记录了中国当局如何将维吾尔人从新疆转移到中国其他地区，并逼播他们强迫劳动，为阿迪达斯、苹果、宝马和耐克等品牌製造商品。
除了新闻事业外，许微其还涉足脱口秀表演。2019年，她与喜剧团体The Chaser合作，在雪梨举行了一场售罄的演出，票价为333澳币。2024年，她在墨尔本与曾在中国被拘留的澳洲记者程蕾同台演出。她也曾出现在澳洲国家广播公司（ABC）製作的喜剧小品中。
2021年1月，Allen & Unwin出版社宣佈了许微其的回忆录《你真勇敢》的出版计画。

### 中国国家迫害
2019年开始，许微其和她的家人因她的记者工作遭遇了骚扰和威胁。2021年4月，中国国家媒体发起对许微其的批评，《中国日报》将她称为「汉奸」、「反华妖女」和「西方反华大棋局中的一颗小棋子」。《环球时报》引用中国网友的评论说：「许秀中：不孝、不忠、不义，你都占全了！」许微其也表示，她在中国的朋友也因为曾与她有过关联而遭遇了迫害。
直到2024年6月，许微其定居台北，并表示她仍持续受到中国安全部门的监视和威胁。她将名字由许秀中改为许微其，并在台湾参加综合格斗的训练和比赛。
2024年7月，澳洲联邦警察向参议院通报，他们成功阻止了中国外国情报机构对许微其和活动人士德鲁·帕夫卢的阴谋，两人被认定为「潜在的暴力目标」。